# Nascar Winston Cup Series 1995

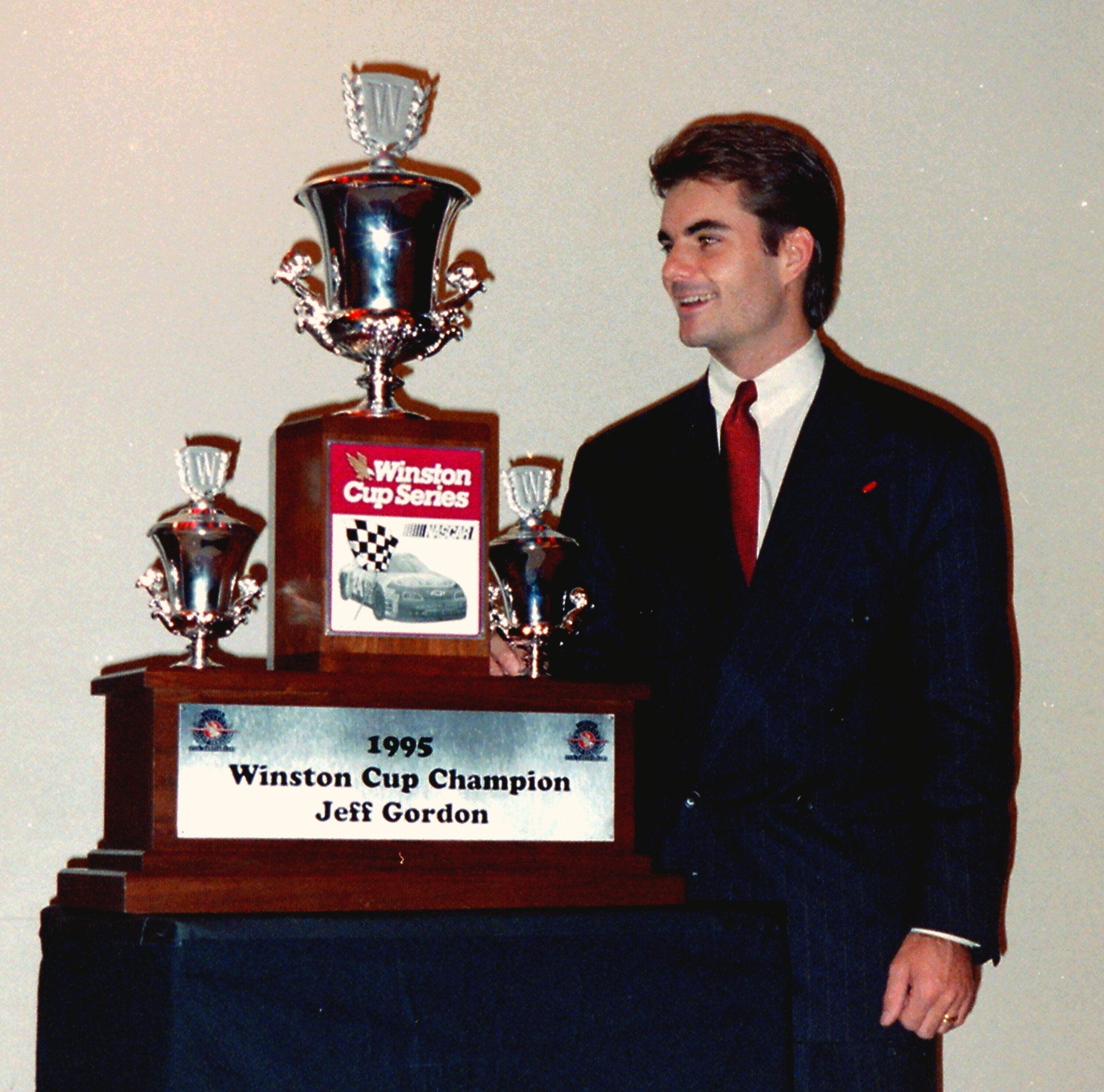
Jeff Gordon vann förarmästerskapet.

Nascar Winston Cup Series 1995 var den 47:e upplagan av den främsta divisionen av professionell stockcarracing i USA sanktionerad av National Association for Stock Car Auto Racing. 
Säsongen som bestod av 31 race startade på Daytona International Speedway med uppvisningsloppen Busch Clash 12 februari och Gatorade Twin 125 Qualifiers 16 februari, vilket även var slutkval till den 37:e upplagan av Daytona 500. Säsongen avslutades 12 november på Atlanta Motor Speedway med NAPA 500. Serien vanns av Jeff Gordon, vilket var hans första av fyra mästerskapstitlar. Märkesmästerskapet vanns av Chevrolet.

## Tävlingskalender
| Nr          | Officiellt namn              | Bana                                                        | Datum        |
| ----------- | ---------------------------- | ----------------------------------------------------------- | ------------ |
| U           | Busch Clash                  | Daytona International Speedway, Daytona Beach, Florida      | 12 februari  |
| KV          | Gatorade Twin 125 Qualifiers | Daytona International Speedway, Daytona Beach, Florida      | 16 februari  |
| 1           | Daytona 500                  | Daytona International Speedway, Daytona Beach, Florida      | 19 februari  |
| 2           | Goodwrench 500               | North Carolina Motor Speedway, Rockingham, North Carolina   | 26 februari  |
| 3           | Pontiac Excitement 400       | Richmond International Raceway, Richmond, Virginia          | 5 mars       |
| 4           | Purolator 500                | Atlanta Motor Speedway, Hampton, Georgia                    | 12 mars      |
| 5           | Transouth Financial 400      | Darlington Raceway, Darlington, South Carolina              | 26 mars      |
| 6           | Food City 500                | Bristol International Raceway, Bristol, Tennessee           | 2 april      |
| 7           | First Union 400              | North Wilkesboro Speedway, North Wilkesboro, North Carolina | 9 april      |
| 8           | Hanes 500                    | Martinsville Speedway, Ridgeway, Virginia                   | 23 april     |
| 9           | Winston Select 500           | Talladega Superspeedway, Talladega, Alabama                 | 30 april     |
| 10          | Save Mart Supermarkets 300   | Sears Point Raceway, Sonoma, Kalifornien                    | 7 maj        |
|             | Winston Open                 | Charlotte Motor Speedway, Concord, North Carolina           | 20 maj       |
| The Winston |                              | Charlotte Motor Speedway, Concord, North Carolina           | 20 maj       |
| 11          | Coca-Cola 600                | Charlotte Motor Speedway, Concord, North Carolina           | 28 maj       |
| 12          | Miller Genuine Draft 500     | Dover Downs International Speedway, Dover, Delaware         | 4 juni       |
| 13          | UAW-GM Teamwork 500          | Pocono International Raceway, Long Pond, Pennsylvania       | 11 juni      |
| 14          | Miller Genuine Draft 400     | Michigan International Speedway, Brooklyn, Michigan         | 18 juni      |
| 15          | Pepsi 400                    | Daytona International Speedway, Daytona Beach, Florida      | 1 juli       |
| 16          | Slick 50 300                 | New Hampshire International Speedway, Loudon, New Hampshire | 9 juli       |
| 17          | Miller Genuine Draft 500     | Pocono International Raceway, Long Pond, Pennsylvania       | 16 juli      |
| 18          | Diehard 500                  | Talladega Superspeedway, Talladega, Alabama                 | 23 juli      |
| 19          | Brickyard 400                | Indianapolis Motor Speedway, Speedway, Indiana              | 5 augusti    |
| 20          | The Bud at The Glen          | Watkins Glen International, Watkins Glen, New York          | 13 augusti   |
| 21          | GM Goodwrench Dealer 400     | Michigan International Speedway, Brooklyn, Michigan         | 20 augusti   |
| 22          | Goody's 500                  | Bristol International Raceway, Bristol, Tennessee           | 26 augusti   |
| 23          | Mountain Dew Southern 500    | Darlington Raceway, Darlington, South Carolina              | 3 september  |
| 24          | Miller Genuine Draft 400     | Richmond International Raceway, Richmond, Virginia          | 9 september  |
| 25          | MBNA 500                     | Dover Downs International Speedway, Dover, Delaware         | 17 september |
| 26          | Goody's 500                  | Martinsville Speedway, Ridgeway, Virginia                   | 24 september |
| 27          | Tyson Holly Farms 400        | North Wilkesboro Speedway, North Wilkesboro, North Carolina | 1 oktober    |
| 28          | UAW-GM Quality 500           | Charlotte Motor Speedway, Concord, North Carolina           | 8 oktober    |
| 29          | AC Delco 500                 | North Carolina Motor Speedway, Rockingham, North Carolina   | 22 oktober   |
| 30          | Dura Lube 500                | Phoenix International Raceway, Phoenix, Arizona             | 29 oktober   |
| 31          | NAPA 500                     | Atlanta Motor Speedway, Hampton, Georgia                    | 12 november  |

## Resultat
| Nr | Tävling                    | Pole position   | Flest ledda varv            | Vinnare         | Team/ bilägare               | Konstruktör | Rapport |
| -- | -------------------------- | --------------- | --------------------------- | --------------- | ---------------------------- | ----------- | ------- |
| U  | Busch Clash                | Geoff Bodine    | Dale Earnhardt              | Dale Earnhardt  | Richard Childress Racing     | Chevrolet   | Rapport |
| KV | Gatorade Twin 125 1        | Dale Jarrett    | Sterling Marlin             | Sterling Marlin | Morgan-McClure Motorsports   | Chevrolet   | Rapport |
| KV | Gatorade Twin 125 2        | Dale Earnhardt  | Dale Earnhardt              | Dale Earnhardt  | Richard Childress Racing     | Chevrolet   | Rapport |
| 1  | Daytona 500                | Dale Jarrett    | Sterling Marlin             | Sterling Marlin | Morgan-McClure Motorsports   | Chevrolet   | Rapport |
| 2  | Goodwrench 500             | Jeff Gordon     | Jeff Gordon                 | Jeff Gordon     | Hendrick Motorsports         | Chevrolet   | Rapport |
| 3  | Pontiac Excitement 400     | Jeff Gordon     | Rusty Wallace               | Terry Labonte   | Hendrick Motorsports         | Chevrolet   | Rapport |
| 4  | Purolator 500              | Dale Earnhardt  | Jeff Gordon                 | Jeff Gordon     | Hendrick Motorsports         | Chevrolet   | Rapport |
| 5  | Transouth Financial 400    | Jeff Gordon     | Jeff Gordon                 | Sterling Marlin | Morgan–McClure Motorsports   | Chevrolet   | Rapport |
| 6  | Food City 500              | Mark Martin     | Jeff Gordon                 | Jeff Gordon     | Hendrick Motorsports         | Chevrolet   | Rapport |
| 7  | First Union 400            | Jeff Gordon     | Dale Earnhardt              | Dale Earnhardt  | Richard Childress Racing     | Chevrolet   | Rapport |
| 8  | Hanes 500 (vårrace)        | Bobby Labonte   | Rusty Wallace               | Rusty Wallace   | Penske Racing South          | Ford        | Rapport |
| 9  | Winston Select 500         | Terry Labonte   | Jeff Gordon                 | Jeff Gordon     | Hendrick Motorsports         | Ford        | Rapport |
| 10 | Save Mart Supermarkets 300 | Ricky Rudd      | Mark Martin                 | Dale Earnhardt  | Richard Childress Racing     | Chevrolet   | Rapport |
| U  | Winston Open               | Michael Waltrip | Todd Bodine                 | Todd Bodine     | Butch Mock Motorsports       | Ford        | Rapport |
| U  | The Winston Select         | Bobby Labonte   | Jeff Gordon                 | Jeff Gordon     | Hendrick Motorsports         | Chevrolet   | Rapport |
| 11 | Coca-Cola 600              | Jeff Gordon     | Ken Schrader                | Bobby Labonte   | Joe Gibbs Racing             | Chevrolet   | Rapport |
| 12 | Miller Genuine Draft 500   | Jeff Gordon     | Jeff Gordon                 | Kyle Petty      | Kyle Petty                   | Pontiac     | Rapport |
| 13 | UAW-GM Teamwork 500        | Ken Schrader    | Jeff Gordon                 | Terry Labonte   | Hendrick Motorsports         | Chevrolet   | Rapport |
| 14 | Miller Genuine Draft 400   | Jeff Gordon     | Jeff Gordon                 | Bobby Labonte   | Joe Gibbs Racing             | Chevrolet   | Rapport |
| 15 | Pepsi 400                  | Dale Earnhardt  | Jeff Gordon Sterling Marlin | Jeff Gordon     | Hendrick Motorsports         | Chevrolet   | Rapport |
| 16 | Slick 50 300               | Mark Martin     | Jeff Gordon                 | Jeff Gordon     | Hendrick Motorsports         | Chevrolet   | Rapport |
| 17 | Miller Genuine Draft 500   | Bill Elliott    | Rusty Wallace               | Dale Jarrett    | Robert Yates Racing          | Ford        | Rapport |
| 18 | Diehard 500                | Sterling Marlin | Jeff Gordon                 | Sterling Marlin | Morgan-McClure Motorsports   | Chevrolet   | Rapport |
| 19 | Brickyard 400              | Jeff Gordon     | Bill Elliott                | Dale Earnhardt  | Richard Childress Racing     | Chevrolet   | Rapport |
| 20 | The Bud at The Glen        | Mark Martin     | Mark Martin                 | Mark Martin     | Roush Racing                 | Ford        | Rapport |
| 21 | GM Goodwrench Dealer 400   | Bobby Labonte   | Jeff Gordon                 | Bobby Labonte   | Joe Gibbs Racing             | Chevrolet   | Rapport |
| 22 | Goody's 500                | Mark Martin     | Dale Jarrett                | Terry Labonte   | Hendrick Motorsports         | Chevrolet   | Rapport |
| 23 | Mountain Dew Southern 500  | John Andretti   | Dale Earnhardt              | Jeff Gordon     | Hendrick Motorsports         | Chevrolet   | Rapport |
| 24 | Miller Genuine Draft 400   | Dale Earnhardt  | Rusty Wallace               | Rusty Wallace   | Penske Racing South          | Ford        | Rapport |
| 25 | MBNA 500                   | Rick Mast       | Jeff Gordon                 | Jeff Gordon     | Hendrick Motorsports         | Chevrolet   | Rapport |
| 26 | Goody's 500                | Jeff Gordon     | Dale Earnhardt              | Dale Earnhardt  | Richard Childress Racing     | Chevrolet   | Rapport |
| 27 | Tyson Holly Farms 400      | Ted Musgrave    | Mark Martin                 | Mark Martin     | Roush Racing                 | Ford        | Rapport |
| 28 | UAW-GM Quality 500         | Ricky Rudd      | Ricky Rudd                  | Mark Martin     | Roush Racing                 | Ford        | Rapport |
| 29 | AC Delco 500               | Hut Stricklin   | Rick Mast                   | Ward Burton     | Bill Davis Racing            | Pontiac     | Rapport |
| 30 | Dura Lube 500              | Bill Elliot     | Ernie Irvan                 | Ricky Rudd      | Rudd Performance Motorsports | Ford        | Rapport |
| 31 | Napa 500                   | Darrell Waltrip | Dale Earnhardt              | Dale Earnhardt  | Richard Childress Racing     | Chevrolet   | Rapport |

## Slutställning
| Plats | Förare          | Poäng |
| ----- | --------------- | ----- |
| 1     | Jeff Gordon     | 4614  |
| 2     | Dale Earnhardt  | 4580  |
| 3     | Sterling Marlin | 4361  |
| 4     | Mark Martin     | 4620  |
| 5     | Rusty Wallace   | 4240  |
| 6     | Terry Labonte   | 4146  |
| 7     | Ted Musgrave    | 3949  |
| 8     | Bill Elliott    | 3746  |
| 9     | Ricky Rudd      | 3734  |
| 10    | Bobby Labonte   | 3718  |